# Ӣ
Cette page contient des caractères spéciaux ou non latins. S’ils s’affichent mal (▯, ?, etc.), consultez la page d’aide Unicode.
Le i macron (capitale Ӣ, minuscule ӣ) est une lettre de l'alphabet cyrillique utilisée en aléoute, evenki, ingouche, mansi, nanaï, néguidale, orok, oultche, same de Kildin, selkoupe, et tadjik.

## Représentation informatique
Le i macron peut être représenté avec les caractères Unicode suivants :
- précomposé (cyrillique) :

| formes    | représentations | chaînes de caractères | points de code | descriptions                         |
| --------- | --------------- | --------------------- | -------------- | ------------------------------------ |
| capitale  | Ӣ               | Ӣ                     | U+04E2         | lettre majuscule cyrillique i macron |
| minuscule | ӣ               | ӣ                     | U+04E3         | lettre minuscule cyrillique i macron |

- décomposé (cyrillique, diacritiques) :

| formes    | représentations | chaînes de caractères | points de code | descriptions                                     |
| --------- | --------------- | --------------------- | -------------- | ------------------------------------------------ |
| capitale  | Ӣ               | И◌̄                    | U+0418 U+0304  | lettre majuscule cyrillique i diacritique macron |
| minuscule | ӣ               | и◌̄                    | U+0438 U+0304  | lettre minuscule cyrillique i diacritique macron |